# Joseph A. LeFante

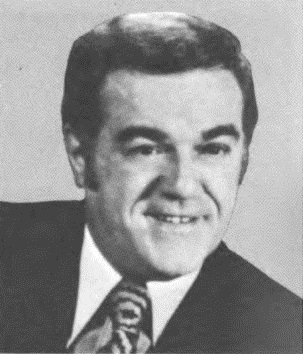
Joseph A. LeFante (1977)

Joseph Anthony LeFante (* 8. September 1928 in Bayonne, New Jersey; † 26. Februar 1997 in New York City) war ein US-amerikanischer Politiker. In den Jahren 1977 und 1978 vertrat er den Bundesstaat New Jersey im US-Repräsentantenhaus.

## Werdegang
Joseph LeFante besuchte die öffentlichen Schulen seiner Heimat einschließlich der Bayonne High School. In den Jahren 1947 bis 1952 diente er in der Nationalgarde von New Jersey. Zwischen 1953 und 1955 setzte er seine Ausbildung am St. Peter’s Institute of Industrial Relations fort; im Jahr 1957 graduierte er am Real Estate Institute of New Jersey. Danach betätigte er sich als privater Geschäftsmann. Gleichzeitig begann er als Mitglied der Demokratischen Partei eine politische Laufbahn. Zwischen 1962 und 1970 war er Gemeinderat in Bayonne. Von 1964 bis 1967 gehörte er auch dem Schulausschuss dieser Kommune an.
Zwischen 1969 und 1976 saß LeFante als Abgeordneter in der New Jersey General Assembly. 1975 war er Delegierter auf dem regionalen demokratischen Parteitag in New Jersey; im Jahr darauf nahm er an der Democratic National Convention in New York teil, auf der Jimmy Carter als Präsidentschaftskandidat nominiert wurde. Bei den Kongresswahlen des Jahres 1976 wurde LeFante im 14. Wahlbezirk von New Jersey in das US-Repräsentantenhaus in Washington, D.C. gewählt, wo er am 3. Januar 1977 die Nachfolge von Dominick V. Daniels antrat. Er konnte dieses Mandat im Kongress bis zu seinem Rücktritt am 14. Dezember 1978, drei Wochen vor dem regulären Ablauf der Legislaturperiode, ausüben.
Im Jahr 1982 strebte Joseph LeFante erfolglos die Nominierung seiner Partei für die Wahlen zum US-Senat an. Danach ist er politisch nicht mehr in Erscheinung getreten. Er starb am 26. Februar 1997 in New York.